# Abū Sufyān ibn al-Ḥārith
Abū Sufyān ibn al-Ḥārith (in arabo أَبُو سُفيَانَ بن الحارث‎?; 565 circa – 652 circa) è stato cugino germano e fratello di latte di Maometto, il futuro profeta dell'Islam.
Nel corso della loro infanzia, Abū Sufyān e Maometto erano amici. Questo potrebbe far indurre a credere che Abū Sufyān fosse uno dei primi convertiti, ma non fu così e, al contrario, egli fu uno degli ultimi ad abbracciare la nuova religione rivelata dal cugino.
Abū Sufyān era un ottimo conoscitore della lingua araba e compose alcuni poemi satirici in cui metteva in burletta il Profeta. Tutta la sua famiglia si era convertita, invece, salvo lui. Nel 630, otto anni dopo l'Egira, la comunità musulmana era diventata importante e sul punto di sottomettere La Mecca. Abū Sufyān, inquieto per il suo futuro, decise di convertirsi.
Poco prima della battaglia di Hunayn, Abū Sufyān s'introdusse nel campo dei musulmani a Medina e fece atto sottomissione al dio dell'Islam e di fedeltà al Suo profeta. Nel corso della battaglia, Abū Sufyān si pose accanto al cugino e lo protesse strenuamente dall'attacco dei suoi avversari.
Un giorno Maometto si trovava con sua moglie ʿĀʾisha davanti alla moschea di Medina e le chiese: «Conosci chi sta entrando nella moschea?». «No»,  rispose la moglie. E il marito allora aggiunse: «È mio cugino Abū Sufyān ibn al-Harīth, è sempre lui il primo a entrare nella moschea e l'ultimo ad uscirne e i suoi occhi restano sempre bassi per tutto il tempo».